# Bernat Gual
Bernat Gual (Tortosa, segle XIV-1453) va ser un mestre d'obres català, actiu a la ciutat de Tortosa almenys entre el 1405 i el 1453. Entre les seves obres destaca la construcció del primer assut de Xerta-Tivenys, una obra municipal del Consell tortosí executada a la dècada de 1440, malgrat que des del 1347 es mirava de posar en marxa.
El primer document en què apareix el futur mestre de cases és precisament el seu contracte d'aprenentatge, establert (1405) amb el mestre d'aixa Domingo Ferrer, ponter de la ciutat. La dedicació dels fusters d'embarcacions a l'arquitectura és una particularitat tortosina que ha estat explicada per la seva tasca a càrrec del manteniment dels ponts i accessos de la ciutat.
Acabada l'etapa de la seva formació, Gual és documentat al servei de la ciutat fins al 1453, any en què deu morir. El seu treball, comandant un petit equip de treballadors, es va centrar sobretot en tasques de conservació, reparació i reforma de les infraestructures i albergs municipals, però també va incloure treballs importants, com ara l'execució de l'assut de Xerta-Tivenys, al riu Ebre. Aquesta obra, en què col·laborà bona part de la població de la ciutat i, especialment, els mestres de la construcció que hi habitaven, es va materialitzar el 1441, després que Antoni Alcanyís i Domingo Xies, mestres d'aixa, i Bernat Gual, citat al document com a "mestre de paredar de pedra", fessin un viatge d'inspecció riu amunt fins a Escatró i Casp, amb la intenció de veure i analitzar obres similars.
A banda d'aquesta estructura, el mestre va participar en la construcció o reparació de la llotja i els pallols, la romana, les cases de la lleuda, l'ermita del barranc d'en Sedó, la peixera de Palomera, l'hospital de la Santa Creu, la peixateria, l'hospital de Sant Llàtzer, l'escorxeria, l'església de Sant Joan del Camp i la Casa de la Ciutat.